# Thomas Rabe
Thomas N. Rabe, nemški ginekolog, * 18. februar 1951, Heidelberg.
Rabe je od leta 1983 profesor za ginekologijo in rojstveno pomoč na univerzitetni kliniki Heidelberg. Je avtor več strokovnih monografij in drugih znanstvenih objav.

## Življenje
Študiral je medicino v Heidelbergu. Težiščna raziskovanja so bila steroidni metabolizem posteljice, novi načini načrtovanja družine in terapija s hormoni. Leta 1991 je postal glavni zdravnik univerzitetni kliniki za ženske.
Od 1995 do 1999 je bil odgovoren za znanstvene dejavnosti Collaborating Centra WHO (Ženeva) na univerzitetni kliniki za ženske. Rabe je tudi član uredništva v raznih narodnih in mednarodnih revijah.
Thomas Rabe je vnuk Johna Rabeja in se zavzema za spominjanje težavne zgodovine med Kitajsko in Japonsko, katera je bila obtežena s kitajsko-japonsko vojno. S pomočjo družine je Thomasu Rabeju uspelo ustanoviti »Komunikacijski center Johna Rabeja«, ki naj bi zagotovil nadaljnji obstoj vizije miru Johna Rabeja.
Je tudi član v Avstrijske službe v tujini.

## Priznanja
- 1996: Častni doktor na Semmmmelweis University, Budimpešta, Madžarska;
- 1997: Častni doktor na Victor Babeş University of Medicine and Pharmacy, Timişoara, Romunija;
- 1999: Častni doktor na University Women's’ Hospital, Cluj-Napoca, Romunija;
- 2002: Častni profesotr na Carol Davila University of Medicine and Pharmacy, v Bukarešti, Romunija.

## Dela (izbor v angleščini)
- Rabe T, Strowitzki T, Diedrich K (ur.) (2000). Manual on Assisted Reproduction. 2nd updated Edition. Springer Verlag Berlin, Heidelberg, New York.
- Rabe T, Runnebaum, Benno (1999) Fertility control - update and trends. Springer, Heidelberg. ISBN 3-540-64763-5 ISBN 978-3-540-64763-8
- Rabe T, Runnebaum B (eds) (1998). Fertility Control Springer, Heidelberg.
- Rabe T, Diedrich K, Runnebaum B (Eds) (1997). Assisted Reproduction - a manual. Springer-Verlag, Heidelberg ISBN 3-540-61134-7 ISBN 978-3-540-61134-9
- Runnebaum B, Rabe T, Kiesel L (1985). Future aspects in contraception: Part 1: Male contraception. MTP Press Limited, Falcon House, Lancaster, England
- Runnebaum B, Rabe T, Kiesel L (Eds.) (1991). Female contraception and male fertility regulation. Parthenon Publishing Group, Casterton Hall, Carnforth, Lancaster, England ISBN 1-85070-334-5 ISBN 978-1-85070-334-1

1. 1 2  Record #120341654 // Gemeinsame Normdatei — 2012—2016.